# Gösta Ekman
Gösta Ekman (n. 28 decembrie 1890, Stockholm, Suedia - d. 12 ianuarie 1938, Stockholm, Suedia) a fost o mare actor de film. A jucat în numeroase filme, între care cel mai cunoscut rămâne Intermezzo (1936) de Ingrid Bergman. Gösta Ekman este tatăl a Hasse Ekman și bunicul de Gösta Ekman Jr.

## Filmografie
- 1936: Intermezzo
- 1936: Kungen kommer
- 1935: Swedenhielms
- 1930: Mach' mir die Welt zum Paradies
- 1930: För hennes skull
- 1928: Gustaf Wasa
- 1928: Revolutionschochzeit
- 1927: En perfekt gentleman
- 1926: Klovnen
- 1926: Faust
- 1925: Karl XII
- 1922: Vem dömer